# Louis Veuillot
Pour les articles homonymes, voir Veuillot.
Louis Veuillot, né à Boynes le 11 octobre 1813 et mort à Paris le 7 avril 1883, est un journaliste et homme de lettres français.
Catholique passionné, il défend avec vigueur l'enseignement privé et reprend le journal L'Univers, qu'il dirige avec son frère Eugène Veuillot. Eugène Tavernier, son neveu par alliance, secrétaire et biographe, deviendra le premier secrétaire général du Syndicat des journalistes français.

## Biographie

### Jeunesse

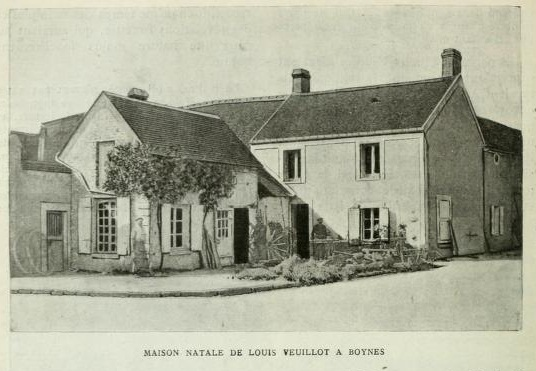
Maison natale de Louis Veuillot à Boynes (carte postale de 1913).

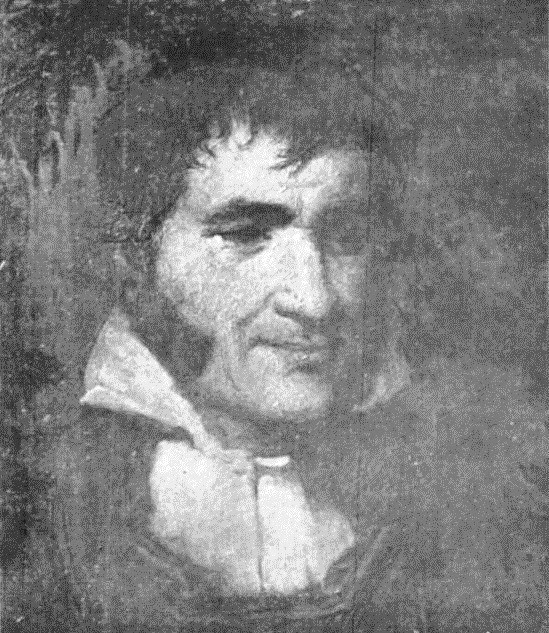
François Veuillot, père de Louis (portrait par Lafon, 1838).

Louis Veuillot est le fils d'un artisan tonnelier. L'écrivain français Victor Hugo, fils d'un général comte de l'Empire, raille ses origines modestes : « Ce Zoïle cagot naquit d'une Javotte ».
À treize ans, il abandonne l'école pour gagner sa vie ; il obtient alors un emploi chez un avocat de Paris, le frère du poète Casimir Delavigne. Des amis du poète fréquentent alors le cabinet de cet avocat, et parmi eux des ecclésiastiques ; tous se piquent plus ou moins de littérature, et dans cet environnement, le jeune Veuillot prend conscience de sa vocation d'auteur. Il est encouragé par quelques amis, dont certains lui donnent des conseils et des leçons. Il consacre à l'étude la plupart de ses moments de liberté et, dès ses dix-sept ans, devient rédacteur d'un journal à Rouen, puis, peu de temps, après d'un autre à Périgueux (Le Mémorial de la Dordogne). C'est dans ce second poste qu'il fait la connaissance du général Bugeaud dont il restera proche.
L'attention est bientôt attirée sur son talent et il est appelé à Paris pour y faire du journalisme. Un ami qui venait de verser dans la dévotion l’emmène à Rome où il se convertit. Lorsqu'il regagne Paris, il jure de se consacrer entièrement à la cause du catholicisme ultramontain.

### Le polémiste catholique
Le catholicisme ultramontain est une cause qui, à ce moment, n'a guère en France de partisans actifs et résolus, même parmi les membres du clergé.
L'écrivain français Ernest Renan raconte dans les Souvenirs d'enfance et de jeunesse que ses vieux professeurs du séminaire Saint-Sulpice de Paris sont restés gallicans et que, même si les jeunes sont presque tous passés à l'ultramontanisme, « il resta encore une profonde différence entre ces ultramontains de la dernière heure et les hardis contempteurs de la scolastique et de l'église gallicane sortis de l'école de Lamennais ».
Avec un zèle de converti, Veuillot écrit plusieurs ouvrages entièrement consacrés à montrer la beauté qu'il voyait dans la doctrine et la vie catholique.
En 1839, il collabore au quotidien catholique L'Univers fondé par l'abbé Migne, puis en devient le rédacteur en chef, et accentue son orientation ultramontaine. À la tête de L'Univers, il transforme le journal en un organe de presse puissant et influent qui exerce une conscience religieuse et politique sur le clergé français et une soumission absolue à la papauté.
À la même époque, des amis bien placés de Veuillot lui offrent un poste des plus intéressants. Il ne possède encore aucune fortune, se contentant de gagner sa vie et d'aider sa famille, mais il refuse tous les avantages offerts et devient un journaliste catholique, résolu à ne jamais être autre chose. Il accompagne néanmoins Bugeaud en Algérie comme secrétaire lorsque ce dernier est nommé gouverneur général en 1841.
La grande question dont on discute alors (1843-1850) est celle de la liberté de l'enseignement, que revendiquent certains catholiques dirigés par Charles de Montalembert. L'Univers de Louis Veuillot devient l'organe de la cause et contribue au premier rang à son succès final. Cette lutte est longue et passionnée. La presse en général s'oppose avec passion au journaliste catholique. La campagne menée par Veuillot, la virulence de ses attaques incessantes, lui valent une certaine renommée, mais aussi des haines impitoyables. En 1844, il est condamné à un mois de prison pour avoir, dans L'Univers, pris la défense de l'abbé Combalot, un prédicateur que le gouvernement venait de condamner en raison de sa controverse sur l'Université.
Parmi les catholiques, une frange reste hostile à Veuillot ; mais il a le soutien du pape Pie IX. En outre, après le succès des catholiques en 1850 sur la liberté d'enseignement dans le cadre de la loi Falloux, Veuillot se trouve en conflit avec Montalembert, avec des évêques (en particulier Mgr Dupanloup) et d'autres personnes qui lui reprochent son intransigeance. En 1858, il écrit un article remarqué sur Bernadette Soubirous et les Apparitions de Lourdes. Il est également un soutien inconditionnel de Pie IX dans l'affaire Mortara, accusant les journaux qui défendaient l'opinion contraire à la sienne d'être à la solde des Juifs et les désignant comme la « presse juive ». Cette hostilité aux Juifs apparaît d'ailleurs clairement dans les premières éditions de son livre Les Libres penseurs.
Sous le Second Empire, après avoir soutenu vigoureusement le régime, il lui retire son appui quand Napoléon III se met à favoriser les idées libérales ou favorables à l'héritage révolutionnaire. Il critique violemment dans L'Univers la politique italienne de Napoléon III, favorable à la réunification italienne aux dépens des États pontificaux. Ceci vaut son interdiction au journal, le 30 janvier 1860. Il publie, en 1866, L'Illusion libérale, essai dans lequel il affirme : « On ne peut rien qu'avec la religion, par la religion et pour la religion. Dieu par qui nous sommes capables de liberté est le premier maître. »
Il fait reparaître L'Univers à partir du 15 avril 1867, et y publie l'intégralité de l'encyclique de Pie IX, très hostile à Napoléon III : le pape refuse d'obéir à l'empereur, lequel lui demande d'abandonner les territoires annexes du Saint-Siège pour ne conserver que Rome.

### L'infaillibilité pontificale

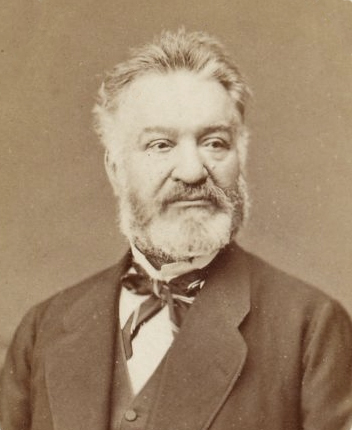
Photographie représentant Louis Veuillot (1875).

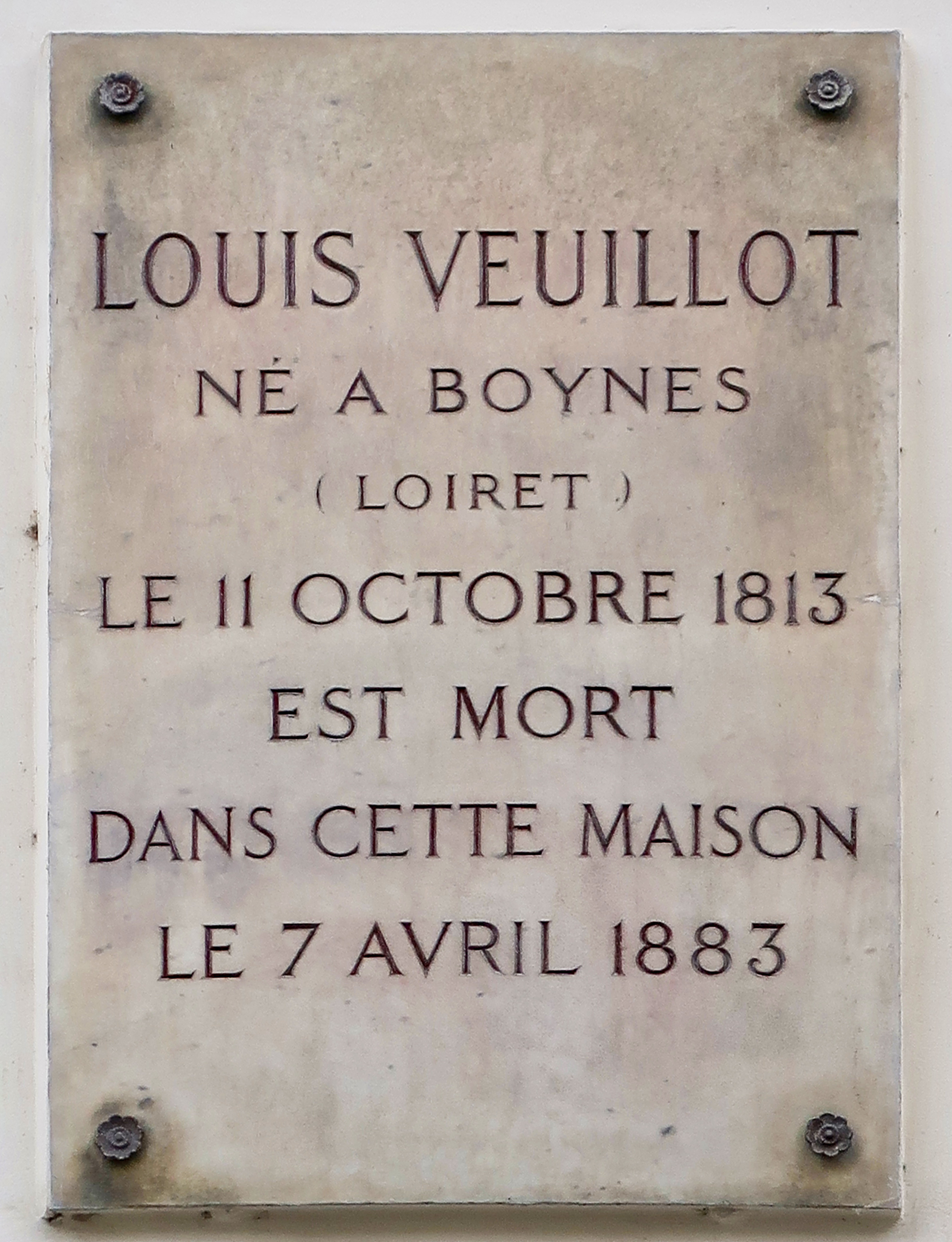
Plaque 21 rue de Varenne (7e arrondissement de Paris), où il mourut.

Veuillot prend parti en faveur de l'infaillibilité pontificale, qui est finalement proclamée à l'issue du premier concile œcuménique du Vatican, en 1870.
Pendant le concile, Veuillot entretient des polémiques longues et nombreuses aussi bien avec les libéraux, exaspérés par l'annonce du concile, qu'avec les adversaires catholiques du dogme de l'infaillibilité pontificale. Plusieurs fois au cours de cette querelle dans laquelle est plongé L'Univers, Pie IX se déclare en faveur du journal, que plusieurs évêques attaquaient vigoureusement tandis qu'un grand nombre d'autres le défendaient.

### Politique
Veuillot s'abstient de toute alliance avec quelque parti politique que ce soit. La règle de conduite qu'il a formulée en 1842 est la suivante : « Évitez les factions de toutes sortes ; nous appartenons exclusivement à notre Église et à notre pays ». Il soutient les gouvernements successifs ou s'oppose à eux selon la façon dont ils se comportent envers l'Église. Lors de la Commune de Paris, il s'en prend à la mollesse supposée d’Adolphe Thiers et appelle à l’écrasement des insurgés. Après 1871, et l'instauration de la IIIe République en France, il devient légitimiste, soutenant la cause d'Henri d'Artois, comte de Chambord, en vue de rétablir une « monarchie chrétienne ».

## Famille
Marié à Mathilde Murcier, sœur de l'historien Arthur Murcier, Louis Veuillot est le beau-père du général Édouard Pierron.
Le frère de Louis Veuillot, Eugène Veuillot, grand-père du cardinal Pierre Veuillot, qui a partagé intimement sa vie, ses travaux et ses combats, est lui-même un polémiste et jusqu'à sa mort à l'âge de 87 ans, en 1905, il continue à éditer L'Univers ; il a raconté en quatre volumes la carrière et la vie de son frère.

## Œuvres

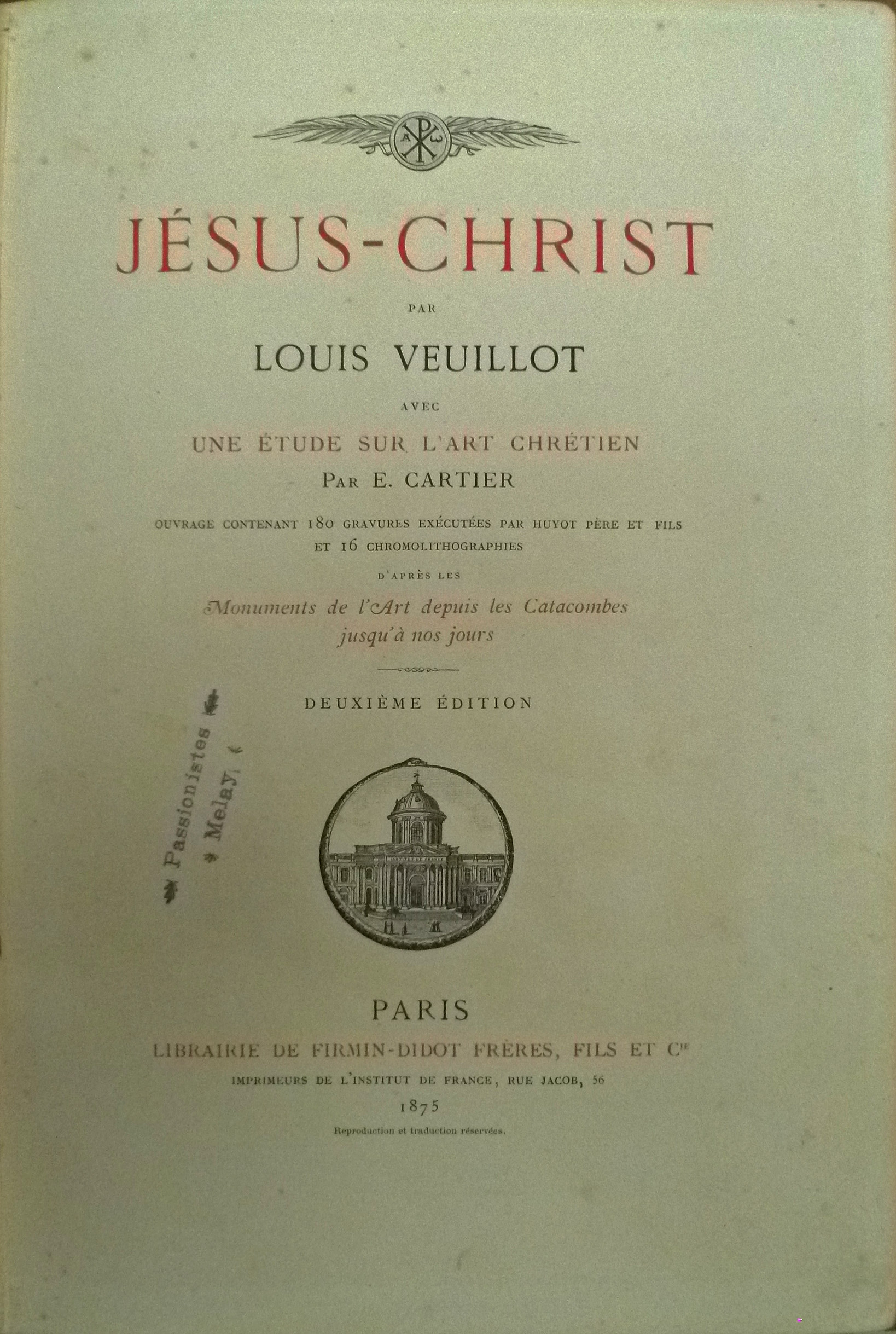
Frontispice du livre Jésus-Christ (1875) avec gravures par Huyot, père et fils.

Veuillot est l'auteur de plusieurs ouvrages, comme Rome et Lorette (1841), Les Français en Algérie (1846), Le Parfum de Rome (1851), Les Odeurs de Paris (1866), Paris pendant les deux sièges (1871), Rome pendant le concile 1872, Çà et là (poème en prose).
L'œuvre de Veuillot journaliste remplit vingt-deux volumes intitulés Mélanges religieux, historiques, politiques et littéraires. Cette collection s'inscrit dans l'histoire politique et religieuse d'une période de quarante ans. Outre ce qu'il écrit en qualité de journaliste, il laisse également des romans et des poésies, inspirés par ses croyances religieuses.

### Correspondance
La correspondance volumineuse de Veuillot, publiée en douze volumes par François Veuillot, conduit l'écrivain et critique dramatique français Jules Lemaître à voir en elle, à l'égal de celle de Voltaire, mais pour des raisons différentes, ce qu'un homme de lettres a laissé de plus extraordinaire. Il ajoute que parmi les auteurs qui comptent, Veuillot lui semble celui qui s'insère le mieux dans la tradition de la langue, pendant qu'il est en même temps un des plus libres et des plus personnels. Il n'hésite pas à le ranger parmi la demi-douzaine de très grands prosateurs du XIXe siècle.

## Phrase apocryphe
On reproche à Louis Veuillot d’avoir critiqué le libéralisme en énonçant l’idée suivante : « Quand je suis le plus faible, je vous demande la liberté parce que tel est votre principe ; mais quand je suis le plus fort, je vous l’ôte, parce que tel est le mien ». Pierre Pierrard explique que cette phrase a été mise dans la bouche de Louis Veuillot par Montalembert sous la forme « Quand les libéraux sont au pouvoir, nous leur demandons la liberté, parce que c’est leur principe, et, quand nous sommes au pouvoir, nous la leur refusons, parce que c’est le nôtre » et citée le 3 juin 1876 à l’Assemblée nationale par Jules Ferry. Elle a depuis, sous des formes changeantes, été constamment répétée bien que, dès le 6 juin suivant, Veuillot eût protesté et affirmé que cette phrase n’était pas de lui.

## Principales publications
- Les Français en Algérie (l'Algérie heureuse) (1841), Paris, Centre français d'édition et de diffusion, 1978, 297 p.
- Rome et Lorette, Tours, Mame, 1845.
- Les Français en Algérie. Souvenirs d'un voyage fait en 1841, 2e édition, A. Mame et Cie, Imprimeurs-Libraires, Tours, 1847
- Les Libres penseurs, Paris, Jacques Lecoffre et Cie, 1848, 493 p.
- Louis Vivès [Louis Veuillot], Droit du seigneur au Moyen-Âge (1854), 3e édition, Paris, Victor Palmé, 1878, 344 p.
- Le Parti catholique, réponse à M. le Comte de Falloux, Paris, L. Vivès, 1856, 333 p.
- Çà et là, Paris, Gaume Frères et J. Duprey, 1860, 4ème édition, 2 volumes. Lire en ligne sur Gallica.
- Waterloo, Paris, Gaume Frères et J. Duprey, 1861, 2 volumes.
- Les Parfums de Rome, 2 volumes, Paris, Gaume Frères et J. Duprey, 1862 et Paris, Victor Palmé, 1866, 398 et 447 p.
- L'Illusion libérale, 1866 ; réédition, préface de Jacques Ploncard d'Assac, Paris, édition Dismas, 1989.
- Les Odeurs de Paris, 2e éd., 1867, Georges Cres et Cie - J.M. Dent & son, sdnl.
- Dialogues socialistes. L'esclave Vindex. Le lendemain de la victoire. La légalité. Épilogue., Paris, Victor Palmé, 1872, reprint, chapitre.com
- Paris pendant les deux sièges (1872), Paris, Victor Palmé - J. Albanel, 1880, 2 volumes, 494 et 549 p.
- Âmes héroïques, Première série : Papes - Prêtres et prélats - Religieux et Missionnaires - Religieuses et femmes du monde. 2e série : Deux récits bibliques - homme d'État - Soldats - Ecrivains - Martyrs et Hommes de bien., 1943, 2 volumes, 214 et 192 p.
- L'Honnête Femme, Paris, Victor Palmé, 1878, 440 p.
- Jésus Christ, avec une étude sur l'art chrétien par E. Cartier, ouvrage comprenant 180 gravures exécutées par Huyot Père et fils, et 16 chromolithographies, d'après les Monuments de l'art depuis les Catacombes jusqu'à nos jours, Paris, Firmin-Didot, 1881.
- Études sur Victor Hugo, Paris, Victor Palmé, 1888, introduction, notes et appendices d'Eugène Veuillot.
- Historiettes et fantaisies, Paris, Victor Palmé, 1888 (sixième édition avec introduction datée de Paris en 1850 et préface de mai 1862).

## Caricatures de Veuillot
|                                                                       |
| Louis Veuillot caricaturé par André Gill à la une du journal la Lune. |

|                                                         |
| Caricature de Veuillot par Faustin Betbeder, 1870-1871. |

|                                                        |
| Caricature de Veuillot par Nadar dans les années 1850. |

|                                                                               |
| Veuillot en prêtre effeuillant la marguerite dans la Petite Lune n° 2 (1878). |

| |
| « Masque pour Mardi-Gras. Ne cherchez pas ailleurs. Il n'y a pas plus beau. » Caricature dans la Petite Lune n° 37 (1879). |

#### Ouvrages biographiques
- Eugène de Mirecourt, Louis Veuillot, vol. 50, Paris, Gustave Havard, coll. « Les contemporains », 1856, 96 p. (lire en ligne)
- Eugène Tavernier, Louis Veuillot : l'homme, le lutteur, l'écrivain, Plon-Nourrit, 1913, 391 p. (lire en ligne sur Gallica)
- Pierre Pierrard, Louis Veuillot, vol. 12, Beauschene, coll. « Politiques & chrétiens, CNRS Histoire », 1998, 273 p. (ISBN 978-2-7010-1371-8, lire en ligne)
- Pierre-Yves Laurioz, Louis Veuillot : soldat de Dieu, éditions de Paris, 2005, 222 p. (ISBN 978-2-85162-160-3)
- Benoît Le Roux, Louis Veuillot : un homme, un combat, éditions Pierre Téqui, 2005, 300 p. (ISBN 978-2-7403-1213-1)